# 亨利·卡文迪什
亨利·卡文迪什（英語：Henry Cavendish，1731年10月10日—1810年2月24日），其姓又译卡文狄西、卡文迪西，是英国著名的物理学家、化学家。他首次对氢气的性质进行了细致的研究，证明了水并非单质，预言了空气中稀有气体的存在。他首次发现了库伦定律和欧姆定律，将电势概念广泛应用于电学，并精确测量了地球的密度，被认为是牛顿之后英国最伟大的科学家之一。

## 早年
卡文迪什出身贵族家庭，父亲查尔斯·卡文迪什是第二代德文郡公爵威廉·卡文迪什最小的儿子，母亲是第一代肯特公爵亨利·格雷的女儿安妮·格雷。1731年查尔斯·卡文迪什和安妮在时属萨丁尼亚王國的尼斯疗养，10月亨利·卡文迪什诞生与此地。卡文迪什两岁时母亲去世，自幼接受身为英国皇家学会会员的父亲的教育，十一岁时进入以管理严格和学生优秀著称，位于海克雷的纽康姆学校。
1749年11月，十八岁的他进入剑桥大学的圣彼得学院就读，接受了严格的数学训练，但在1753年，他即将通过考试拿到学位前夕退学，具体的原因不得而知，有学者认为是对考试中的神学测试不满，有学者则认为这是当时的一种习惯，因为和卡文迪什同届的十三名fellow-commoners中有八名都放弃了学位。

## 化学研究

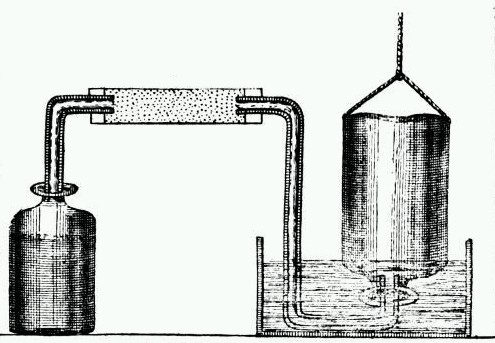
卡文迪什制取和收集氢气的装置

离开剑桥之后不久，亨利·卡文迪什就开始跟随父亲参加皇家学会会员的聚会。1760年，他被选入皇家学会。他最先的化学研究是关于三氧化二砷，他通过砷酸盐制取和砷酸，同时他也研究了酒石酸盐，制得了酒石酸。但这两份实验报告他都只读给朋友听，并未发表，直到瑞典化学家卡尔·威廉·舍勒制得砷酸和酒石酸。1764年在皇家学会宣读了自己的第一篇论文《对特内里费发现的某些盐的研究》。
1766年卡文迪什发表了《三篇文章：包含对人工空气的实验》（Three Papers：Containing Experiments on Factitious Air）。“人工空气”一词为罗伯特·波义耳首创，用来指存在于某种化学物质之中，可以通过化学反应释放出来的气体。如约瑟夫·普利斯特里通过碳酸盐与酸反应生成的二氧化碳。在文章的第一部分中，卡文迪什观察到锌、铁和锡可以与酸反应，生成一种“可燃空气”（即氢气），相信燃素说的他认为这就是燃素。他使用了排水集气法收集了氢气，进行了干燥和纯化处理，随后在温度一定的条件下测定了氢气的密度。在第二和第三部分中，他研究了约瑟夫·布莱克发现的固定空气（即二氧化碳），由于二氧化碳溶于水，他用排水银的方法来收集。测量后发现，酸和大理石生成的这种气体和糖类发酵所得气体密度相似，他推测两者为同一种气体。这篇文章使他获得了科普利奖章。
他得知普里斯特利发现在空气中存在“脱燃素气体”（即氧气），就将空气和氢气混合，用电火花引发反应，得出这样的结果“在不断的实验之后，我发现可燃空气可以消耗掉大约1/5的空气，在反应容器上有水滴出现。”随后卡文迪什继续研究氢气和氧气反应时的体积比，得出了2.02:1的结论。对于氢气在氧气中燃烧可以生成水这一点的发现权，当时曾引起了争论。因为约瑟夫·普里斯特利、瓦特和卡文迪什都作过类似的实验。1785年瓦特被选为皇家学会会员，争论以当事人的和解而告终。
卡文迪什敏锐地注意到，生成的水中有少量的硝酸存在。他认为这是反应用的氧气中含有新物质（主要是氮气）的原因。1785年卡文迪什在氧气和空气混合物中引入电火花，使得空气中的氧气和氮气化合，然后用氢氧化钠溶液来吸收生成的氮氧化物，发现空气中残留下一小部分，大约1/120，无法与氧气反应生成化合物被氢氧化钠吸收。经过几百次的实验和分析，他得出在今天看来都很精确的结论，空气中有20.833% 的体积是脱燃素空气（现在测量值是氧气佔20.95%）和79.167%的燃素空气，在燃素空气中有空气总体积的1/120的不易和其他气体反应的浊气。一直到1894年瑞利和拉姆赛发现稀有气体氩，才证实了卡文迪什的推测。在拉瓦節提出氧化说，卡文迪什赞成氧化说的简洁，认为这有利化学的发展，但也不愿轻易放弃自己一直采用的燃素说，随后他将自己的研究重点转向了物理学领域。

## 物理学研究
卡文迪什在电学上进行了大量重要而不为人知的研究。他在1777年向皇家学会提交论文，认为电荷之间的作用力可能呈现与距离的平方成反比的关系，后来被库仑通过实验证明，成为库仑定律。他和法拉第共同主张电容器的电容会随着极板间的介质不同而变化，提出了电容率的概念，并推导出平板电容器的公式。他第一个将电势概念大量应用对电学现象的解释中。並通过大量实验，提出了电势与电流成正比的关系，这一关系1827年被欧姆重新发现，即欧姆定律。卡文迪什对电学的研究基本都没有发表，詹姆斯·克拉克·麦克斯韦的最后五年致力於对卡文迪什个人实验记录的整理，於1879年出版了麦克斯韦注释的《尊敬的亨利·卡文迪什的電學研究》（The Electrical Researches of the Honourable Henry Cavendish），卡文迪什在电学上成果才使世人知晓。

### 对地球密度的测量
1797年卡文迪什完成了对地球密度的精确测量。他使用的装置是约翰·米切尔设计，但米切尔本人不久去世，将装置遗留给了威廉·海德·沃拉斯頓，后被转送给卡文迪什。装置是由两个重达350磅的铅球和扭秤系统组成。为了消除气流干扰，卡文迪什将装置安装在一个不透风的房间，自己则在室外用望远镜观测扭矩的变化。之后他向皇家学会提交报告，给出了目前看来仍然比较精确的地球密度值。这一测量被称为开创了“弱力测量的新时代”。很多文章称卡文迪什求出了万有引力常數，实际上卡文迪什当时只关心地球的密度，并没有涉及其他。而采用卡文迪什的测量结果通过计算可以求出万有引力常量和地球的质量。

## 轶事
卡文迪什沉默寡言，不善交际，对于卡文迪什的生平主要来源于物理学家汉弗莱·戴维和其他一些朋友的记载，同时也流传着不少传说。据记载，卡文迪什长年穿着一件褪色的天鹅绒大衣，戴当时已经少见的三角帽，性格独特，说话显得犹豫和困难，而面对女士和陌生人会很羞涩而避免和他们说话。他非常喜欢独自沉思，甚至很少和自己的仆人见面，一般只会在桌子上留下字条说明自己晚餐要吃什么，常常是“一只羊腿”。卡文迪什终生未婚，唯一的社会活动就是参加皇家学会俱乐部的两周一次的会议。他对没有研究透彻的东西从不发表，所以尽管他一生只提交过不足20篇论文，却获得了皇家学会成员的一致尊重。
由于其家庭地位和父母留给他的大量财产，使得他曾是伦敦银行的最大储户，但他心思专注在科学研究中，对于财产，他几十年都只让投资顾问买一种股票，不论涨跌。他的一名投资顾问希望建议他向另一股票投资，卡文迪什以平生罕见的大怒的告知对方：“不要拿这些事情来烦我，否则我就解雇你”。故法国科学家毕奥曾说“卡文迪什是有学问的人中最富有的，也很有可能是富有的人中最有学问的。”
1851年，由第一個發現色盲的化學家喬治－威爾遜撰寫並出版了一部関於卡文迪什的傳記，書中對卡文迪什生活中各個方面的仔細觀察和描繪，被美國精神學院的奧利佛·薩克斯引用為判定卡文迪什是一個亞斯伯格症候群患者的有力證據。
卡文迪什於1810年因結腸炎去世。

## 另見
- 卡文迪什實驗

## 外部連結
维基共享资源上的相關多媒體資源：亨利·卡文迪什